# Grand Prix Formule 1 van India 2011

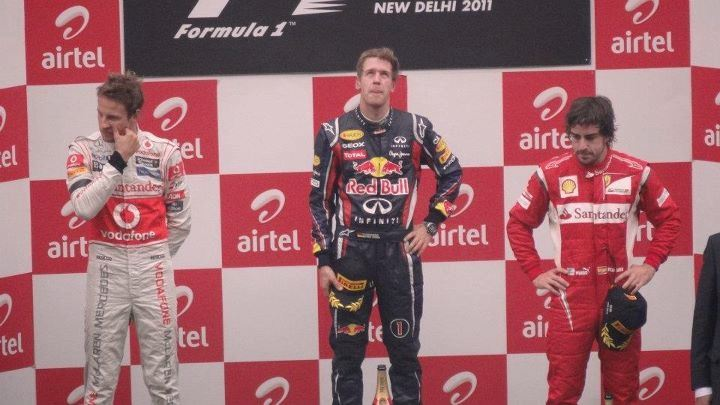
Voor de elfde keer in het seizoen staat Sebastian Vettel op het hoogste schavotje van het erepodium in India. Jenson Button (links) en Fernando Alonso (rechts), met z'n tweeën toch goed voor vier overwinningen in 2011, lijken er wat moedeloos onder te worden.

De Grand Prix Formule 1 van India 2011 werd gehouden op 30 oktober 2011 op het Buddh International Circuit. Het was de zeventiende race uit het kampioenschap.

## Wedstrijdverloop

### Achtergrond
Het was de allereerste Grand Prix Formule 1 van India, ooit gehouden. Narain Karthikeyan kwam speciaal voor zijn thuisrace eenmalig terug bij HRT, hij verving hier Vitantonio Liuzzi. Karthikeyan reed in zijn oude bolide, die sindsdien aan Daniel Ricciardo toebehoorde, terwijl Ricciardo plaats nam in de auto van Liuzzi. Karun Chandhok, een andere Indiër die testrijder is voor het team Lotus, had ook kans op een startplaats in zijn thuisrace; zijn inbreng bleef echter beperkt tot de eerste vrije training, waarin hij Heikki Kovalainen verving. Hun teamgenoot Jarno Trulli vierde een jubileum: het was zijn 250e Grand Prix.
Voorafgaand aan de Grand Prix werd een minuut stilte gehouden voor IndyCar-coureur Dan Wheldon en MotoGP-coureur Marco Simoncelli, die de weken voorafgaand aan de race allebei om het leven waren gekomen bij race-ongelukken. Verschillende coureurs reden hierom met rouwbanden, zoals het McLaren-duo Lewis Hamilton en Jenson Button, waarmee zij Wheldon herdachten. Ook reed onder andere Jarno Trulli met nummer 58 op zijn helm, het startnummer van Simoncelli in de MotoGP.

### Kwalificatie
Sebastian Vettel behaalde zijn dertiende poleposition van het seizoen. Dit was de zestiende van het seizoen voor zijn team Red Bull Racing, waarmee een recordaantal polepositions voor een constructeur in één seizoen werd behaald. Lewis Hamilton reed voor McLaren naar de tweede startpositie, maar moest drie plaatsen inleveren, omdat hij tijdens de vrije training op vrijdag gele vlaggen had genegeerd. Sauber-coureur Sergio Pérez deed hetzelfde en ook hij moest drie startplaatsen inleveren. Mark Webber, teamgenoot van Vettel bij Red Bull, reed de derde trainingstijd, maar promoveerde door de penalty van Hamilton naar de tweede plaats. Fernando Alonso van Ferrari mocht hierdoor als derde starten. Nog enkele andere coureurs hadden gridpenalty's gekregen: Vitali Petrov van Renault kreeg vijf plaatsen straf door een incident met Mercedes-rijder Michael Schumacher in de vorige race, Daniel Ricciardo kreeg vijf plaatsen straf na een versnellingsbakwissel en zijn teamgenoot Narain Karthikeyan kreeg ook vijf plaatsen straf vanwege het hinderen van Michael Schumacher. Timo Glock van Virgin viel buiten de 107%-regel. Hij mocht echter in de race wel van start gaan. Jaime Alguersuari van Toro Rosso en Vitali Petrov hadden in Q2 identieke rondetrijden gereden, maar omdat Alguersuari 0.0001 seconde sneller was geweest, mocht hij wel naar Q3 en Petrov niet. Aan het eind van Q3 kwam Felipe Massa voor Ferrari in de grindbak te staan door een gebroken rechtervoorwielophanging. Dit werd veroorzaakt, doordat Massa te hard over de kerbs reed.

### Race
Vettel won ook deze race; het was zijn elfde overwinning van 2011. Jenson Button eindigde als tweede en Fernando Alonso behaalde de laatste podiumplaats. Alle drie de coureurs droegen hun plaats op aan Wheldon en Simoncelli. Lewis Hamilton en Felipe Massa kwamen voor de vijfde keer in 2011 (eerder in Monaco, Groot-Brittannië, Singapore en Japan) met elkaar in aanraking, waardoor Hamilton een deel van zijn voorvleugel verloor en Massa een drive-through penalty ontving. Hamilton eindigde uiteindelijk als zevende, terwijl Massa enkele ronden later uitviel met opnieuw een gebroken voorwielophanging, nu aan de linkerkant. Mark Webber eindigde op de vierde plaats in de race en het Mercedes-duo Michael Schumacher en Nico Rosberg eindigde respectievelijk als vijfde en zesde, nadat Schumacher lange tijd achter Rosberg had gereden. Maar dankzij een goed geplande pitstop kon hij zijn ploegmaat toch passeren. Jaime Alguersuari eindigde als achtste voor Toro Rosso, Adrian Sutil finishte voor het thuisteam Force India als negende en Sergio Pérez haalde voor Sauber het laatste punt binnen op de tiende plek.

## Kwalificatie
| Pos                 | No | Coureur            | Constructeur         | Q1       | Q2       | Q3        | Grid |
| ------------------- | -- | ------------------ | -------------------- | -------- | -------- | --------- | ---- |
| 1                   | 1  | Sebastian Vettel   | Red Bull-Renault     | 1:26.218 | 1:24.657 | 1:24.178  | 1    |
| 2                   | 3  | Lewis Hamilton     | McLaren-Mercedes     | 1:26.563 | 1:25.019 | 1:24.474  | 5    |
| 3                   | 2  | Mark Webber        | Red Bull-Renault     | 1:26.473 | 1:25.282 | 1:24.508  | 2    |
| 4                   | 5  | Fernando Alonso    | Ferrari              | 1:26.774 | 1:25.158 | 1:24.519  | 3    |
| 5                   | 4  | Jenson Button      | McLaren-Mercedes     | 1:26.225 | 1:25.299 | 1:24.950  | 4    |
| 6                   | 6  | Felipe Massa       | Ferrari              | 1:27.012 | 1:25.522 | 1:25.122  | 6    |
| 7                   | 8  | Nico Rosberg       | Mercedes             | 1:26.364 | 1:25.555 | 1:25.451  | 7    |
| 8                   | 14 | Adrian Sutil       | Force India-Mercedes | 1:26.271 | 1:26.140 | geen tijd | 8    |
| 9                   | 18 | Sébastien Buemi    | Toro Rosso-Ferrari   | 1:26.608 | 1:26.161 | geen tijd | 9    |
| 10                  | 19 | Jaime Alguersuari  | Toro Rosso-Ferrari   | 1:26.557 | 1:26.319 | geen tijd | 10   |
| 11                  | 10 | Vitali Petrov      | Renault              | 1:26.189 | 1:26.319 |           | 16   |
| 12                  | 7  | Michael Schumacher | Mercedes             | 1:26.790 | 1:26.337 |           | 11   |
| 13                  | 15 | Paul di Resta      | Force India-Mercedes | 1:26.864 | 1:26.503 |           | 12   |
| 14                  | 12 | Pastor Maldonado   | Williams-Cosworth    | 1:26.829 | 1:26.537 |           | 13   |
| 15                  | 9  | Bruno Senna        | Renault              | 1:26.766 | 1:26.651 |           | 14   |
| 16                  | 11 | Rubens Barrichello | Williams-Cosworth    | 1:27.479 | 1:27.247 |           | 15   |
| 17                  | 17 | Sergio Pérez       | Sauber-Ferrari       | 1:27.249 | 1:27.562 |           | 20   |
| 18                  | 16 | Kamui Kobayashi    | Sauber-Ferrari       | 1:27.876 |          |           | 17   |
| 19                  | 20 | Heikki Kovalainen  | Lotus–Renault        | 1:28.565 |          |           | 18   |
| 20                  | 21 | Jarno Trulli       | Lotus–Renault        | 1:28.752 |          |           | 19   |
| 21                  | 23 | Daniel Ricciardo   | HRT–Cosworth         | 1:30.216 |          |           | 22   |
| 22                  | 22 | Narain Karthikeyan | HRT–Cosworth         | 1:30.238 |          |           | 23   |
| 23                  | 25 | Jérôme d'Ambrosio  | Virgin–Cosworth      | 1:30.866 |          |           | 21   |
| 107% tijd: 1:32.222 |    |                    |                      |          |          |           |      |
| 24                  | 24 | Timo Glock         | Virgin–Cosworth      | 1:34.046 |          |           | 24   |

## Race
| Pos | No | Coureur            | Constructeur         | Rondes | Tijd/Oorzaak uitval | Grid | Punten |
| --- | -- | ------------------ | -------------------- | ------ | ------------------- | ---- | ------ |
| 1   | 1  | Sebastian Vettel   | Red Bull-Renault     | 60     | 1:30:35.002         | 1    | 25     |
| 2   | 4  | Jenson Button      | McLaren-Mercedes     | 60     | +8.433              | 4    | 18     |
| 3   | 5  | Fernando Alonso    | Ferrari              | 60     | +24.301             | 3    | 15     |
| 4   | 2  | Mark Webber        | Red Bull-Renault     | 60     | +25.529             | 2    | 12     |
| 5   | 7  | Michael Schumacher | Mercedes             | 60     | +1:05.421           | 11   | 10     |
| 6   | 8  | Nico Rosberg       | Mercedes             | 60     | +1:06.851           | 7    | 8      |
| 7   | 3  | Lewis Hamilton     | McLaren-Mercedes     | 60     | +1:24.183           | 5    | 6      |
| 8   | 19 | Jaime Alguersuari  | Toro Rosso-Ferrari   | 59     | +1 ronde            | 10   | 4      |
| 9   | 14 | Adrian Sutil       | Force India-Mercedes | 59     | +1 ronde            | 8    | 2      |
| 10  | 17 | Sergio Pérez       | Sauber-Ferrari       | 59     | +1 ronde            | 20   | 1      |
| 11  | 10 | Vitali Petrov      | Renault              | 59     | +1 ronde            | 16   |        |
| 12  | 9  | Bruno Senna        | Renault              | 59     | +1 ronde            | 14   |        |
| 13  | 15 | Paul di Resta      | Force India-Mercedes | 59     | +1 ronde            | 12   |        |
| 14  | 20 | Heikki Kovalainen  | Lotus-Renault        | 58     | +2 ronden           | 18   |        |
| 15  | 11 | Rubens Barrichello | Williams-Cosworth    | 58     | +2 ronden           | 15   |        |
| 16  | 25 | Jérôme d'Ambrosio  | Virgin-Cosworth      | 57     | +3 ronden           | 21   |        |
| 17  | 22 | Narain Karthikeyan | HRT-Cosworth         | 57     | +3 ronden           | 24   |        |
| 18  | 23 | Daniel Ricciardo   | HRT-Cosworth         | 57     | +3 ronden           | 23   |        |
| 19  | 21 | Jarno Trulli       | Lotus-Renault        | 55     | +5 ronden           | 19   |        |
| DNF | 6  | Felipe Massa       | Ferrari              | 32     | Ophanging           | 6    |        |
| DNF | 18 | Sébastien Buemi    | Toro Rosso-Ferrari   | 24     | Motor               | 9    |        |
| DNF | 12 | Pastor Maldonado   | Williams-Cosworth    | 12     | Versnellingsbak     | 13   |        |
| DNF | 24 | Timo Glock         | Virgin-Cosworth      | 2      | Schade ongeluk      | 22   |        |
| DNF | 16 | Kamui Kobayashi    | Sauber-Ferrari       | 0      | Ongeluk             | 17   |        |

## Noot
- Dit was de eerste Grand Slam voor Sebastian Vettel.

2011 · 2012 · 2013